# Creeksea
Creeksea är en by i civil parish Burnham-on-Crouch, i distriktet Maldon i grevskapet Essex, i England. Creeksea var en civil parish fram till 1934 när blev den en del av Burnham och Canewdon. Civil parish hade 76 invånare år 1931. Byn nämndes i Domedagsboken (Domesday Book) år 1086, och kallades då Criccheseia.